# 蒂米重访零陵路93号
上海乐队顶楼的马戏团于2006年发行的一张专辑。在这张专辑中，乐队毫无征兆地转型为朋克，大量采用上海方言演唱。专辑中多次提到美国朋克歌手GG Allin （页面存档备份，存于），乐队称“本专辑谨献给英年早逝的‘积极教’教主GG ALLIN先生。”标题中的“蒂米”为美国动画南方公园中的人物，“零陵路93号”为乐队排练室的地址，专辑封面恶搞了美国歌手Bob Dylan的专辑Highway 61 Revisited （页面存档备份，存于）。

## 曲目
01. 天堂，我们来啦！

02. 陈波切

03. 攻占上海马戏城
 
04. 朋克都是娘娘腔

05. 娇娇

06. 我有的是钞票

07. 四只女人(平静的生活)

08. Punkblues

09. We don't want you understand us

10. Bite it you scum

11. Mammamia

12. 卡拉永远OK

13. 公猩猩与母记者

14. GG ALLIN

15. 撒旦啊，撒旦

16. GG主义好

17. 菲律宾

18. 我们很愤怒

encore:

19. 超级畜生